# Actinomicina

  Actinomicina  é uma substância de propriedades antibióticas, de natureza muito tóxica para a espécie humana, produzida por estirpes de Actinomyces antibioticus, da qual existem três variedades. A, B e C. Esta última foi utilizada na terapêutica da doença de Hodgkin, fazendo parte dos protocolos de terapêutica das neoplasias do testículo. Esta substância foi descoberta por Selman Waksman.